# Гольчево
Гольчево (пол. Golczewo)  —  город  в Польше, входит в Западно-Поморское воеводство,  Каменьский повят.  Имеет статус городско-сельской гмины. Занимает площадь 7,42 км². Население — 2718 человек (на 2004 год).